# Певцов, Николай Николаевич
Никола́й Никола́евич Певцо́в (18 декабря 1909, Москва — 2 февраля 1975, Москва) — советский железнодорожник, помощник участкового ревизора по безопасности движения поездов Московско-Донбасской железной дороги. Герой Социалистического Труда (1943).

## Биография
Родился 18 декабря 1909 года в городе Москве в семье служащего-железнодорожника. Русский. Жил в городе Елец, где на станции работал его отец. В 15 лет остался сиротой, окончил 9 классов.
Трудовую деятельность начал счетоводом Союза кружевниц, там же вскоре стал бухгалтером. В 1930 году поступил в Елецкий техникум путей сообщения, производственную практику проходил на Елецкой дистанции пути, был ремонтным рабочим, дорожным мастером.
В 1935 году, по окончании учёбы, направлен в Восточный Казахстан, где начал работать прорабом на строительстве линии Рубцовск — Риддер. В 1937—1939 годах — начальник ремонтно-путевой колонны дистанции пути станции Валуйки Московско-Донбасской железной дороги. В конце 1939 года назначен участковым ревизором службы пути станции Касторное-Новое. В этой должности встретил начало Великой Отечественной войны.
Осенью 1941 года дорога, на которой работал Певцов, стал прифронтовой. Работа ревизора по безопасности движения в военное время была не из легких, но Певцов самоотверженным трудом добился безаварийно работы своих участков — Старооскольской и Касторненкосй линий. В период временной оккупации своего участка ушел последним и возвратился с передовыми войсками. Лично участвовал в работах по восстановлению станции узла Касторное и соседних, которые приходилось вести зачастую под вражескими бомбами. Линия Касторное — Курск была основной магистралью снабжающей войска Центрального фронта, Певцов неослабно следил за линией, держал под контролем её исправность. В октябре 1943 года был переведён помощником дорожного в Каширу.
Указом Президиума Верховного Совета СССР от 5 ноября 1943 года «за особые заслуги в обеспечении перевозок для фронта и народного хозяйства и выдающиеся достижения в восстановлении железнодорожного хозяйства в трудных условиях военного времени» Певцову Николаю Николаевичу присвоено звание Героя Социалистического Труда с вручением ордена Ленина и золотой медали «Серп и Молот».
До конца войны он ведал безопасностью движения по путевому хозяйству Московско-Донбасской дороги. В мае 1945 года директор-подполковник тяги Н. Н. Певцов поступил на инженерные курсы в Московский институт инженеров транспорта.
После окончания курсов с 1947 года трудился заместителем начальника службы пути Московско-Рязанской железной дороги. В 1958 году, после объединения Московской и Калининской дистанций пути, назначен начальником Московской укрупненной механизированной дистанции пути и сооружений. В зоне его внимания был участок от Москвы до Калинина. С 1963 года — начальник отдела пути и строительства Московского отделения Октябрьской дороги. В эти годы на дороге началась реконструкция путевого хозяйства, переход на бесстыковой путь с железобетонным основанием, готовилась дорога для скоростных экспрессов ЭР2000. В 1966 году был выполнен большой объём работ. В декабре 1966 года по состоянию здоровья освобожден от занимаемой должности.
Жил в Москве. Скончался 2 февраля 1975 года.

## Награды
Награждён орденом Ленина, медалями; знаком «Почётный железнодорожник».